# Frédéric Duthil
 (février 2016).
Si vous disposez d'ouvrages ou d'articles de référence ou si vous connaissez des sites web de qualité traitant du thème abordé ici, merci de compléter l'article en donnant les références utiles à sa vérifiabilité et en les liant à la section « Notes et références ».
Frédéric Duthil, né le 17 octobre 1973 à Carentan, est un navigateur et un skipper français.

## Biographie
De 1993 à 2000, il fait les présélections olympiques de planche à voile. Par la suite il se lance dans la navigation hauturière en classe Mini et participe à la transat 6.50 en 2003 sur Allmer pendant laquelle il démâte. Avec le même sponsor Allmer, il passe alors à la classe Figaro.
Il participe à treize Solitaires du Figaro de 2004 à 2022 en montant à quatre reprises sur le podium (2 fois second et 2 fois troisième), il remporte quatre étapes sur cette compétition. En 2022, pour sa treizième participation, il passe premier la ligne de la première étape entre Nantes et Port-la-Forêt sur Le Journal des Entreprises mais à la suite d'une rupture de plomb de son de l'arbre d'hélice, il est pénalisé et fini troisième de l'étape. Il est contraint d'abandonner à la troisième étape de la Solitaire.
En parallèle il exerce l'activité d'expert en assurance au sein du cabinet Polyexpert jusqu'en 2013, avant de travailler chez Sépalumic comme animateur de réseau.
Début 2016, il intègre la voilerie Technique Voile à la Trinité-sur-Mer au poste de directeur commercial/marketing.
Il habite à Larmor-Plage dans le Morbihan.

## Palmarès
- 2022 :
  - vainqueur du National Figaro en équipage sur Le Journal des Entreprises (9 courses)[4]
  - 7e de la Solo Concarneau Guy Cotten sur Le Journal des Entreprises
- 2021 : 2e du Tour de Bretagne à la Voile avec Gildas Mahé

- 2020 : 2e de la Solitaire du Figaro sur Technique Voile[5]

- 2019 : 11e de la Sardinha Cup avec Alexis Loison

- 2015 :
  - Champion de France en Catamaran F18 avec JC Mourniac
  - Tour de France à la voile: 5e sur Grandeur nature

- 2013, sur le Figaro 2 Sepalumic :
  - 6e de la Solitaire du Figaro, 2e de la première étape
  - 4e de la Generali Solo

- 2012, sur le Figaro 2 Sepalumic :
  - 11e de la Solitaire du Figaro
  - 6e de la Transat AG2R
  - 5e de la Solo MED

- 2011 sur le Figaro 2 Sepalumic :
  - 7e de la Solo Concarneau Guy Cotten[6]
  - 13e de la Solitaire du Figaro
  - 2e du Tour de Bretagne

- 2010, sur le Figaro 2 BBox Bouygues Telecom :
  - abandon dans la Solitaire du Figaro
  - 2e de la solo Quiberon

- 2009, sur le Figaro 2 BBox Bouygues Telecom :
  - 3e de la Solitaire du Figaro[1]
  - 4e de la La Quiberon Solo
  - 9e de la Solo-portsdefrance.com
  - vainqueur de La Solo Massif Marine

- 2008, sur le Figaro 2 Distinxion Automobile :
  - 3e de la Solitaire du Figaro[1], vainqueur de la dernière étape
  - 2e de la Course des Falaises
  - 2e de la Solo-portsdefrance.com
    - vainqueur de La Transmanche

- 2007, sur le Figaro 2 Distinxion Automobile :
  - 5e de la Finale du Championnat de France
  - 2e de la Solitaire du Figaro, vainqueur du prologue, des 1re et 4e étapes[7]
  - 2e de la Solo-Portsdefrance.com

- 2006 :
  - Figaro 2 Brossard
    - 7e du Championnat de France de Course au Large en Solitaire
    - Le National Equipages : 2e
    - La Course des Falaises : 6e
    - La Solitaire du Figaro : 11e[1]
    - La Solo Méditerranée : 10e
    - La Transat AG2R avec Sam Manuard : 9e

- 2005 :
  - Figaro 2 Brossard
    - 6e du Championnat de France de Course au Large
    - Route du Ponant : 10e
    - Tour de Bretagne avec Francois Lebourdais : 6e
    - La Solitaire du Figaro : 7e[1]
    - Generali Solo : 15e

- 2004 :
  - Figaro 2 Allmer
    - La Solitaire du Figaro : 22e[1]
    - Generali Solo : 14e

  - 1er de la Wins Cup (équipage)
  - 1er des 110 milles de Concarneau (solitaire)

- 2003 :
  - Mini 6.50 prototype 265 - Allmer (plan Magnen-Nivelt-1999) :
    - vainqueur de la Pornichet Select 6.50 (22 inscrits)
    - 2e de la Mini-Fastnet avec François Le Bourdais (51 bateaux inscrits)
    - vainqueur de la Chrono 6.50 (11 inscrits)
    - 3e de la Transgascogne 6.50 (26 inscrits)
    - 4e de la première étape de la Transat 6.50 ; abandon lors de la deuxième étape

  - Open 750 :
    - 1er du Spi Ouest France
    - 1er du Grand-Prix de l'École Navale
    - 1er du Grand-Prix du Crouesty
    - 1er National - O'Tomate - skipper : Paul Coirre

- 2002 :
  - Mini 265 - Allmer :
    - 4e de la Mini-Fastnet avec François Le Bourdais (26 bateaux inscrits)
    - 3e Trophée SeaSailSurf.com des Minis
    - vainqueur de la SoloChrono
    - vainqueur de l'Open Demi-Clé (Locmiquélic - Cork - Baltimore - Lorient) avec Cédric Gourmelen (12 bateaux inscrits)

- 2001 :
  - Mini 6.50 prototype 159 - Allmer (plan Finot-Conq-1993) :
    - 7e de la Transgascogne (18 inscrits)
    - vainqueur de l'Open Demi-Clé (9 inscrits)

  - Open 750 :
    - 2e National Open 750
    - 2e Spi Ouest France en Open 750

- 2000 :
  - 2e 110 milles de la Trinité en Figaro

- 1999 :
  - 12e du Tour de France à la voile

- 1998 :
  - 5e National Class 8

- Palmarès en planche Olympique :
  - 1998 
    - 1er Semaine préolympique de Sydney
    - Champion de France Olympique
    - Présélectionné aux Jeux Olympiques de Sydney

  - 1997 
    - 4e au Championnat d'Europe

  - 1994 
    - Présélectionné aux Jeux Olympiques d'Atlanta